# Рудник, Барбара
Барбара Рудник (нем. Barbara Rudnik; 27 июля 1958, Кассель, Германия — 23 мая 2009, Мюнхен, Германия) — немецкая актриса театра и кино.

## Биография и карьера
Барбара Рудник родилась 27 июля 1958 года в Касселе. Барбара была третьим ребёнком в семье, у неё было две старших сестры.
В 1976 году Барбара начинает работать представителем книжного клуба. Оказавшись по работе в Мюнхене, она знакомится со студентами Мюнхенского университета кино и телевидения.
В 1978 году Рудник начинает сниматься в кино, работая на Zinner film studio. Она участвовала во многих известных немецких постановках. Возможно, что некоторые её успехи объясняются тем, что она не стеснялась сниматься в эротических сценах. За свою 31-летнюю актёрскую деятельность актриса сыграла около 80-ти ролей в фильмах и телесериалах.

## Личная жизнь
Барбара Рудник встречалась с режиссёром и продюсером Берндом Айхингером.
1995—2002 гг. с писателем Филиппом Крейцером.
С апреля 2005 года и до момента смерти с шеф-поваром Карлом Эдерером.

## Болезнь, последние годы жизни и смерть
26 апреля 2008 года различные СМИ сообщили, что Барбаре Рудник ещё в декабре 2005 года был поставлен диагноз рак молочной железы. Эти сообщения были подтверждены агентом актрисы.
Несмотря на болезнь Барбара была активна. Она снималась в кино, посещала различные мероприятия и премьеры.
23 мая 2009 года рак победил — 50-летняя актриса скончалась в Мюнхене.

## Избранная фильмография

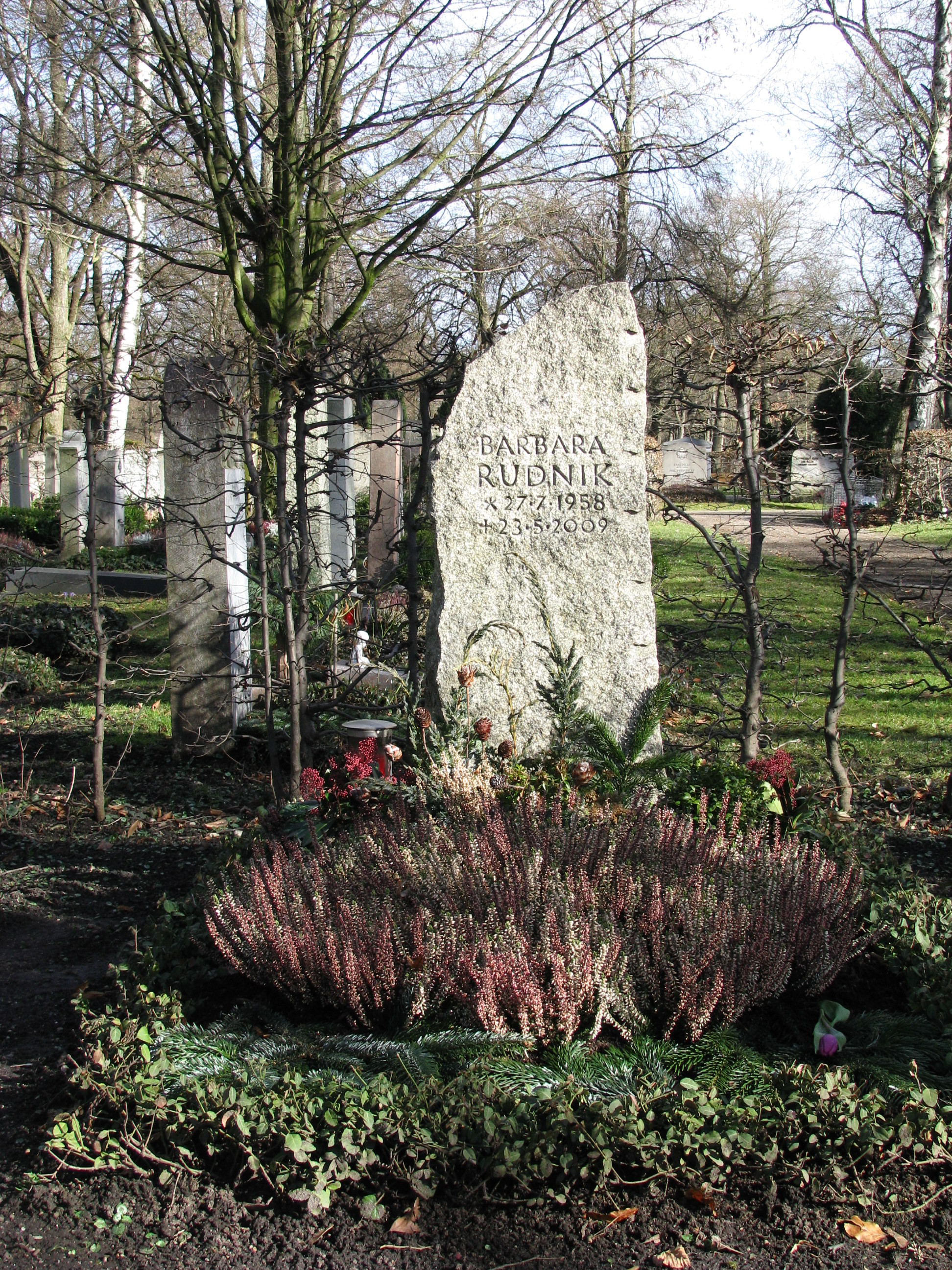
Могила Барбары Рудник в Мюнхене

| Год  |   | Русское название      | Оригинальное название              | Роль                       |
| ---- | - | --------------------- | ---------------------------------- | -------------------------- |
| 2010 | ф |                       | Lüg weiter, Liebling               | Доктор Грубер              |
| 2009 | ф |                       | Der Stinkstiefel                   | Паула                      |
| 2009 | ф |                       | Mörder auf Amrum                   | Карла Лабахн               |
| 2007 | ф | Красавчик             | Keinohrhasen                       | Лилли                      |
| 2007 | ф |                       | Solo für Schwarz - Tödliche Blicke | Ханна Шварц                |
| 2007 | ф |                       | Der geheimnisvolle Schwiegersohn   | Кристиан Шахтнер           |
| 2005 | ф | Телохранительница     | Die Leibwächterin                  | Йоханна Сибер              |
| 2002 | ф | Дети гетто            | Ghetto-Kids                        | Ганна Солингер             |
| 2000 | ф | Приди, сладкая смерть | Komm, süsser Tod                   | Клара                      |
| 1999 | ф | Чудовище из озера     | Das Biest im Bodensee              | Ева Лехманн                |
| 1998 | ф | Соло для кларнета     | Solo für Klarinette                | Джоанна Стайманн           |
| 1998 | ф | Кампус                | Der Campus                         | Доктор Урсула Вагнер       |
| 1996 | ф | Рисковые парни        | Crash Kids                         | Ути                        |
| 1992 | ф | Гардемарины 3         | Оригинальное название неизвестно   | Христина, королева Пруссии |